# 2000-es magyar úszóbajnokság
A 2000-es magyar úszóbajnokságot – amely a 102. magyar bajnokság volt – júniusban rendezték meg Budapesten, a Komjádi Béla Sportuszodában

## Eredmények

### Férfiak
| Versenyszám                             | Arany                                                                 | Arany    | Ezüst                                                                | Ezüst    | Bronz                                                                      | Bronz    |
| --------------------------------------- | --------------------------------------------------------------------- | -------- | -------------------------------------------------------------------- | -------- | -------------------------------------------------------------------------- | -------- |
| 50 m gyorsúszás Döntő: június 2.        | Zubor Attila Sport + SE                                               | 23,03    | Nagy Péter BVSC                                                      | 24,12    | Molnár János Szegedi UE                                                    | 24,33    |
| 100 m gyorsúszás Döntő: június 4.       | Zubor Attila Sport + SE                                               | 49,69    | Szűcs Tamás Ferencvárosi TC                                          | 51,66    | Nagy Péter BVSC                                                            | 52,72    |
| 200 m gyorsúszás Döntő: június 1.       | Zubor Attila Sport + SE                                               | 1:50,96  | Simon Jácint Ferencvárosi TC                                         | 1:52,16  | Szűcs Tamás Ferencvárosi TC                                                | 1:52,17  |
| 400 m gyorsúszás Döntő: június 2.       | Szilágyi Zoltán Ferencvárosi TC                                       | 3:57,66  | Simon Jácint Ferencvárosi TC                                         | 3:59,71  | Tószegi Márton BVSC                                                        | 4:05,85  |
| 1500 m gyorsúszás Döntő: június 4.      | Simon Jácint Ferencvárosi TC                                          | 16:26,77 | Tószegi Márton BVSC                                                  | 16:30,94 | Cselényi Balázs BVSC                                                       | 16:33,70 |
| 50 m hátúszás Döntő: június 1.          | Horváth Péter Sport + SE                                              | 25,99    | Bodrogi Viktor Százhalombattai VSE                                   | 26,83    | Pető Csaba Bp. Honvéd                                                      | 27,23    |
| 100 m hátúszás Döntő: június 4.         | Horváth Péter Sport + SE                                              | 55,84    | Bodrogi Viktor Százhalombattai VSE                                   | 56,89    | Pető Csaba Bp. Honvéd                                                      | 58,53    |
| 200 m hátúszás Döntő: június 2.         | Bodrogi Viktor Százhalombattai VSE                                    | 2:01,25  | Szentesi Szabolcs Békéscsaba BDSK                                    | 2:06,82  | Kakasi Péter Bp. Honvéd                                                    | 2:07,86  |
| 50 m mellúszás Döntő: június 1.         | Flaskay Mihály UVMK Eger                                              | 29,49    | Bodor Richárd Pécsi TÁSI                                             | 29,97    | Bessenyei Tamás Szentes Városi UK                                          | 30,09    |
| 100 m mellúszás Döntő: június 3.        | Güttler Károly Bp. Spartacus                                          | 1:02,36  | Bodor Richárd Pécsi TÁSI                                             | 1:03,82  | Bessenyei Tamás Szentes Városi UK                                          | 1:04,32  |
| 200 m mellúszás Döntő: június 4.        | Bodor Richárd Pécsi TÁSI                                              | 2:17,38  | Güttler Károly Bp. Spartacus                                         | 2:17,76  | Máté Hunor Szentes Városi UC                                               | 2:26,17  |
| 50 m pillangóúszás Döntő: június 4.     | Zeibig Ádám Sport + SE                                                | 25,98    | Molnár János Szegedi UE                                              | 26,19    | Kovács Péter BVSC                                                          | 26,54    |
| 100 m pillangóúszás Döntő: június 2.    | Horváth Péter Sport + SE                                              | 54,10    | Kolozár Dávid Bp. Spartacus                                          | 57:09    | Kovács Péter BVSC                                                          | 57,43    |
| 200 m pillangóúszás Döntő: június 3.    | Kolozár Dávid Bp. Spartacus                                           | 2:02,53  | Kovács Péter BVSC                                                    | 2:03,59  | Tószegi Márton BVSC                                                        | 2:05,00  |
| 200 m vegyesúszás Döntő: június 4.      | Batházi István Bp. Spartacus                                          | 2:03,36  | Kerékjártó Tamás Miskolci Vízművek SC                                | 2:04,50  | Kolozár Dávid Bp. Spartacus                                                | 2:09,59  |
| 400 m vegyesúszás Döntő: június 1.      | Batházi István Bp. Spartacus                                          | 4:22,92  | Kerékjártó Tamás Miskolci Vízművek SC                                | 4:25,75  | Szabó Gergő Dunaferr                                                       | 4:37,38  |
| 4 × 100 m gyorsváltó Döntő: június 1.   | Ferencvárosi TC Gáspár Zsolt Simon Jácint Szilágyi Zoltán Szűcs Tamás | 3:28,97  | BVSC Nagy Péter Kovács Péter Tószegi Márton Unhváry Károly           | 3:33,92  | Bp. Spartacus Kolozár Dávid Batházi Tamás Tóth Pál Batházi István          | 3:37,49  |
| 4 × 200 m gyorsváltó Döntő: június 2.   | Ferencvárosi TC Gáspár Zsolt Simon Jácint Szilágyi Zoltán Szűcs Tamás | 7:39,54  | BVSC Kovács Péter Unghváry Gergely Mészáros Gergely Tószegi Márton   | 7:52,93  | Bp. Spartacus Batházi István Batházi Tamás Kiss Gergő László Kolozár Dávid | 7:57,46  |
| 4 × 100 m vegyes váltó Döntő: június 4. | Sport + SE Horváth Péter Rózsa Norbert Zeibig Ádám Zubor Attila       | 3:48,57  | Bp. Spartacus Cseh László Güttler Károly Kolozár Dávid Batházi Tamás | 3:58,64  | BVSC Venczl Tamás Unghváry Gergely Kovács Péter Nagy Péter                 | 4:01,97  |

### Nők
| Versenyszám                             | Arany                                                                   | Arany   | Ezüst                                                                       | Ezüst   | Bronz                                                                        | Bronz   |
| --------------------------------------- | ----------------------------------------------------------------------- | ------- | --------------------------------------------------------------------------- | ------- | ---------------------------------------------------------------------------- | ------- |
| 50 m gyorsúszás Döntő: június 3.        | Csobánki Zsuzsa Ferencvárosi TC                                         | 26,70   | Lakos Gyöngyvér Ferencvárosi TC                                             | 26,78   | Dabi Katalin Bp. Honvéd                                                      | 27,06   |
| 100 m gyorsúszás Döntő: június 2.       | Lakos Gyöngyvér Ferencvárosi TC                                         | 57,40   | Csobánki Zsuzsa Ferencvárosi TC                                             | 58,08   | Dabi Katalin Bp. Honvéd                                                      | 58,40   |
| 200 m gyorsúszás Döntő: június 4.       | Risztov Éva HÓDTÁV SC                                                   | 2:03,50 | Molnár Viktória Dunaferr SE                                                 | 2:05,7  | Kovács Kornélia Gyulai SE                                                    | 2:06,70 |
| 400 m gyorsúszás Döntő: június 3.       | Risztov Éva HÓDTÁV SC                                                   | 4:17,01 | Kovács Kornélia Gyulai SE                                                   | 4:20,61 | Barsi Claudia Bp. Spartacus                                                  | 4:26,80 |
| 800 m gyorsúszás Döntő: június 2.       | Risztov Éva HÓDTÁV SC                                                   | 8:44,95 | Kovács Kornélia Gyulai SE                                                   | 8:48,18 | Nagy Réka RÁJA ’94 UK                                                        | 9:02,72 |
| 50 m hátúszás Döntő: június 3.          | Szepesi Nikolett Bp. Spartacus                                          | 30,85   | Szép Edina Hullám ’91 UVE                                                   | 31,10   | Kiss Annamária Dunaferr                                                      | 31,29   |
| 100 m hátúszás Döntő: június 2.         | Kiss Annamária Dunaferr                                                 | 1:05,16 | Pálmai Andrea Bp. Honvéd                                                    | 1:05,90 | Farkas Judit Székesfehérvári Delfin                                          | 1:07,63 |
| 200 m hátúszás Döntő: június 4.         | Kiss Annamária Dunaferr SE                                              | 2:17,08 | Szép Edina Hullám ’91 UVE                                                   | 2:18,64 | Pálmai Andrea Bp. Honvéd                                                     | 2:19,41 |
| 50 m mellúszás Döntő: június 1.         | Kovács Ágnes Bp. Spartacus                                              | 31,98   | Kovács Krisztina Bp. Honvéd                                                 | 33,09   | Szántó Szintia Bp. Honvéd                                                    | 34,74   |
| 100 m mellúszás Döntő: június 4.        | Kovács Ágnes Bp. Spartacus                                              | 1:08,99 | Kovács Krisztina Bp. Honvéd                                                 | 1:11,08 | Reményi Diána Bp. Spartacus                                                  | 1:13,86 |
| 200 m mellúszás Döntő: június 2.        | Kovács Ágnes Bp. Spartacus                                              | 2:27,18 | Kovács Krisztina Bp. Honvéd                                                 | 2:32,99 | Reményi Diána Bp. Spartacus                                                  | 2:36,21 |
| 50 m pillangóúszás Döntő: június 2.     | Ferenczy Orsolya Bp. Honvéd                                             | 28,09   | Molnár Viktória Dunaferr SE                                                 | 28,69   | Szabó Lívia Bp. Honvéd                                                       | 29,48   |
| 100 m pillangóúszás Döntő: június 4.    | Ferenczy Orsolya Bp. Honvéd                                             | 1:01,01 | Risztov Éva HÓDTÁV SC                                                       | 1:01,69 | Molnár Viktória Dunaferr SE                                                  | 1:02,89 |
| 200 m pillangóúszás Döntő: június 1.    | Risztov Éva HÓDTÁV SC                                                   | 2:11,93 | Barsi Claudia Bp. Spartacus                                                 | 2:18,89 | Hegedűs Diána HÓDTÁV SC                                                      | 2:19,15 |
| 200 m vegyesúszás Döntő: június 4.      | Kovács Ágnes Bp. Spartacus                                              | 2:17,06 | Molnár Katalin Bp. Spartacus                                                | 2:23,52 | Nagy-Pál Tímea Fűzfői AK                                                     | 2:24,19 |
| 400 m vegyesúszás Döntő: június 1.      | Kovács Ágnes Bp. Spartacus                                              | 4:46,22 | Risztov Éva HÓDTÁV SC                                                       | 4:55,33 | Reményi Diána Bp. Spartacus                                                  | 4:56,38 |
| 4 × 100 m gyorsváltó Döntő: június 3.   | DunaferrSE Molnár Viktória Miskovicz Zsuzsa Márfi Ágnes Kiss Annamária  | 3:55,83 | Bp. Honvéd Varga Szilvia Molnár Zsuzsanna Dabi Katalin Ferenczy Orsolya     | 3:58,38 | Ferencvárosi TC Lakos Gyöngyvér Csobánki Zsuzsa Gazda Annamária Vanek Margit | 4:00,25 |
| 4 × 200 m gyorsváltó Döntő: június 1.   | Dunaferr SE Molnár Viktória Márfi Ágnes Miskovicz Zsuzsa Kiss Annamária | 8:37,14 | Bp. Spartacus Lipcsei Krisztina Németh Krisztina Barsi Claudia Kovács Ágnes | 8:43,58 | Veszprémi Egyetem UK Fáth Krisztina Marton Petra Czupper Vera Fáth Kinga     | 8:56,86 |
| 4 × 100 m vegyes váltó Döntő: június 4. | Bp. Honvéd Pálmai Andrea Kovács Krisztina Ferenczy Orsolya Dabi Katalin | 4:19,58 | Bp. Spartacus Szepesi Nikolett Kovács Ágnes Lipcsei Krisztina Barsi Klaudia | 4:25,17 | BVSC Baranyai Timea Bunford Nóra Somossy Judit Dörnyei Veronika              | 4:33,97 |

## Csúcsok
A bajnokság során az alábbi felnőtt csúcsok születtek:
| Esemény                      | Idő   | Név           | Csapat     | Csúcs            |
| ---------------------------- | ----- | ------------- | ---------- | ---------------- |
| Férfi 100 méteres gyorsúszás | 49,42 | Zubor Attila  | Sport + SE | Országos felnőtt |
| Férfi 50 méteres hátúszás    | 25,99 | Horváth Péter | Sport + SE | Országos felnőtt |
| Férfi 100 méteres hátúszás   | 55,61 | Horváth Péter | Sport + SE | Országos felnőtt |